# مارك هاليت
مارك هاليت (بالإنجليزية: Mark Hallett) هو مؤرخ الفن بريطاني، ولد في 11 مارس 1965.